# Melotte 15
 (mars 2021).
Si vous disposez d'ouvrages ou d'articles de référence ou si vous connaissez des sites web de qualité traitant du thème abordé ici, merci de compléter l'article en donnant les références utiles à sa vérifiabilité et en les liant à la section « Notes et références ».

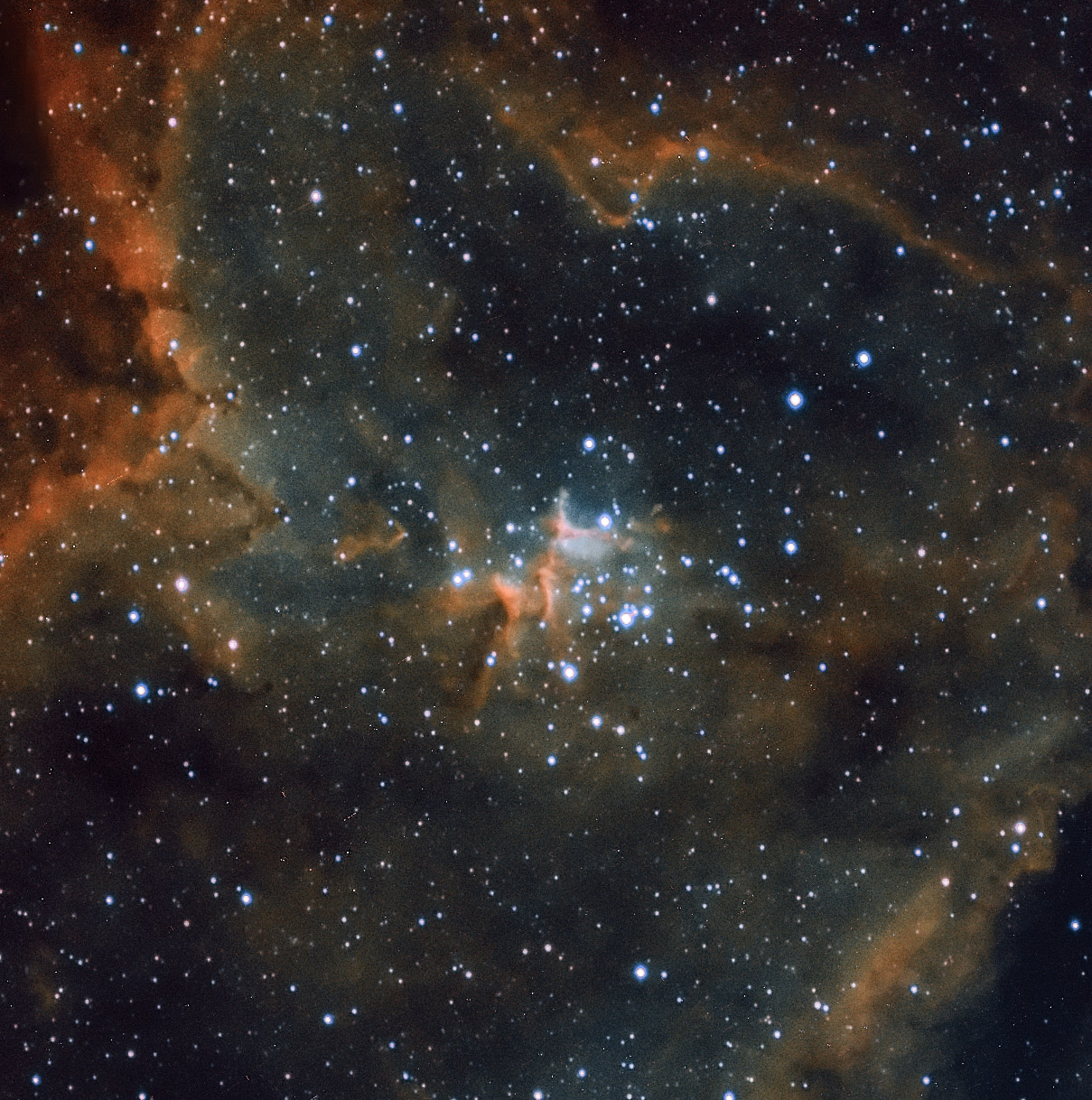
Astrophotographie de Melotte 15 (empilement de photos prises avec des filtres en bande étroite Hydrogène-alpha, Soufre et Oxygène)

Melotte 15 est un amas ouvert d'étoiles situé au centre de la nébuleuse du Cœur (IC 1805), dans la constellation de Cassiopée. On y retrouve des nuages stellaires, lesquels sont dominés par du gaz ionisé d'hydrogène (couleur rouge/marron/brun).